# Callicostella cruceana
Callicostella cruceana là một loài rêu trong họ Pilotrichaceae. Loài này được (Duby) A. Jaeger mô tả khoa học đầu tiên năm 1877.